# Gynacantha alcathoe
Gynacantha alcathoe – gatunek ważki z rodziny żagnicowatych (Aeshnidae).